# Mesfin
Mesfin (äthiop. መስፍን, „Fürst“, Plural Mesafint) war im kaiserlichen Äthiopien der Titel für die Fürsten aus der kaiserlichen Familie und die höchsten Würdenträger außerhalb der kaiserlichen Familie.
Besonders in der Zeit von etwa 1750 bis nach 1850 besaßen die Mesafint große politische Bedeutung. Diese Periode in der Geschichte Äthiopiens, die vom Zusammenbruch der kaiserlichen Zentralgewalt geprägt war, wird auch Fürstenperiode genannt. Die Mesafint spielten als Großgrundbesitzer und weltliche Würdenträger eine wesentliche politische und ökonomische Rolle. Formal dem Kaiser untergeben, regierten sie in dieser Zeit die ihnen unterstellten Gebiete praktisch selbständig und spielten eine entscheidende Rolle bei der Einsetzung der machtlosen Marionettenkaiser, die sie ihren eigenen Interessen entsprechend auf den Thron setzten und auch wieder stürzten oder umbringen ließen.
Mit der Wiederherstellung der kaiserlichen Zentralmacht in der zweiten Hälfte des 19. Jahrhunderts ging der Einfluss der Mesafint zurück. Der Titel Mesfin blieb den Mitgliedern des herrschenden kaiserlichen Geschlechts vorbehalten.